# 1970 au Yukon
Chronologie du Yukon
- 1966
- 1967
- 1968
- 1969
- 1970
- 1971
- 1972
- 1973
- 1974

Cette page concerne des événements d'actualité qui se sont produits durant l'année 1970 dans le territoire canadien du Yukon.

## Politique
- Commissaire  : James Smith (en)
- Législature : 21e puis 22e

## Événements
- 8 septembre : Vingt-sixième élection générale yukonnaise (en).

## Naissances
- 21 mai : Sebastian Schnuelle (en), meneur de chiens.

## Décès
- 23 août : Wilfred George Brown (en), commissaire du Yukon (º Mars 1906)